# Lepidophyma radula
Lepidophyma radula är en ödleart som beskrevs av Smith 1942. Lepidophyma radula ingår i släktet Lepidophyma och familjen nattödlor. IUCN kategoriserar arten globalt som otillräckligt studerad. Inga underarter finns listade i Catalogue of Life.
Arten förekommer i bergstrakter i delstaten Oaxaca i Mexiko. Den hittades mellan 1750 och 1800 meter över havet. Regionen är täckt av buskskog.